# Арцль-ім-Пітцталь
Арцль-ім-Пітцталь (нім. Arzl im Pitztal) —  громада округу Імст у землі Тіроль, Австрія.
Арцль-ім-Пітцталь лежить на висоті 880 м над рівнем моря і займає площу 29,37 км². Громада налічує 2987 мешканців. 
Густота населення 102/км².  
|                                            |
| Арцль-ім-Пітцталь на мапі округу та землі. |

 Адреса управління громади: Arzl 76, 6471 Arzl im Pitztal. 

## Демографія
Історична динаміка населення міста за даними сайту Statistik Austria

## Відомі люди
- Беньямін Райх - гірськолижник.

## Виноски
1. ↑  Dauersiedlungsraum der Gemeinden Politischen Bezirke und Bundesländer - Gebietsstand 1.1.2018 — Статистичне управління Австрії.
2. ↑  https://www.statistik.at/blickgem/blick1/g70201.pdf
3. ↑  www.arzl-pitztal.tirol.gv.at. Архів оригіналу за 7 січня 2008. Процитовано 20 лютого 2019.
4. ↑  Gemeindedaten von Arzl im Pitztal. Архів оригіналу за 4 травня 2021. Процитовано 20 липня 2013.

| Австрія | Це незавершена стаття з географії Австрії. Ви можете допомогти проєкту, виправивши або дописавши її. |